# Bartolome Gaspar Santos
Bartolome Gaspar Santos (* 1. Dezember 1967 in Santa Maria, Bulacan, Philippinen) ist ein philippinischer Geistlicher und römisch-katholischer Bischof von Iba.

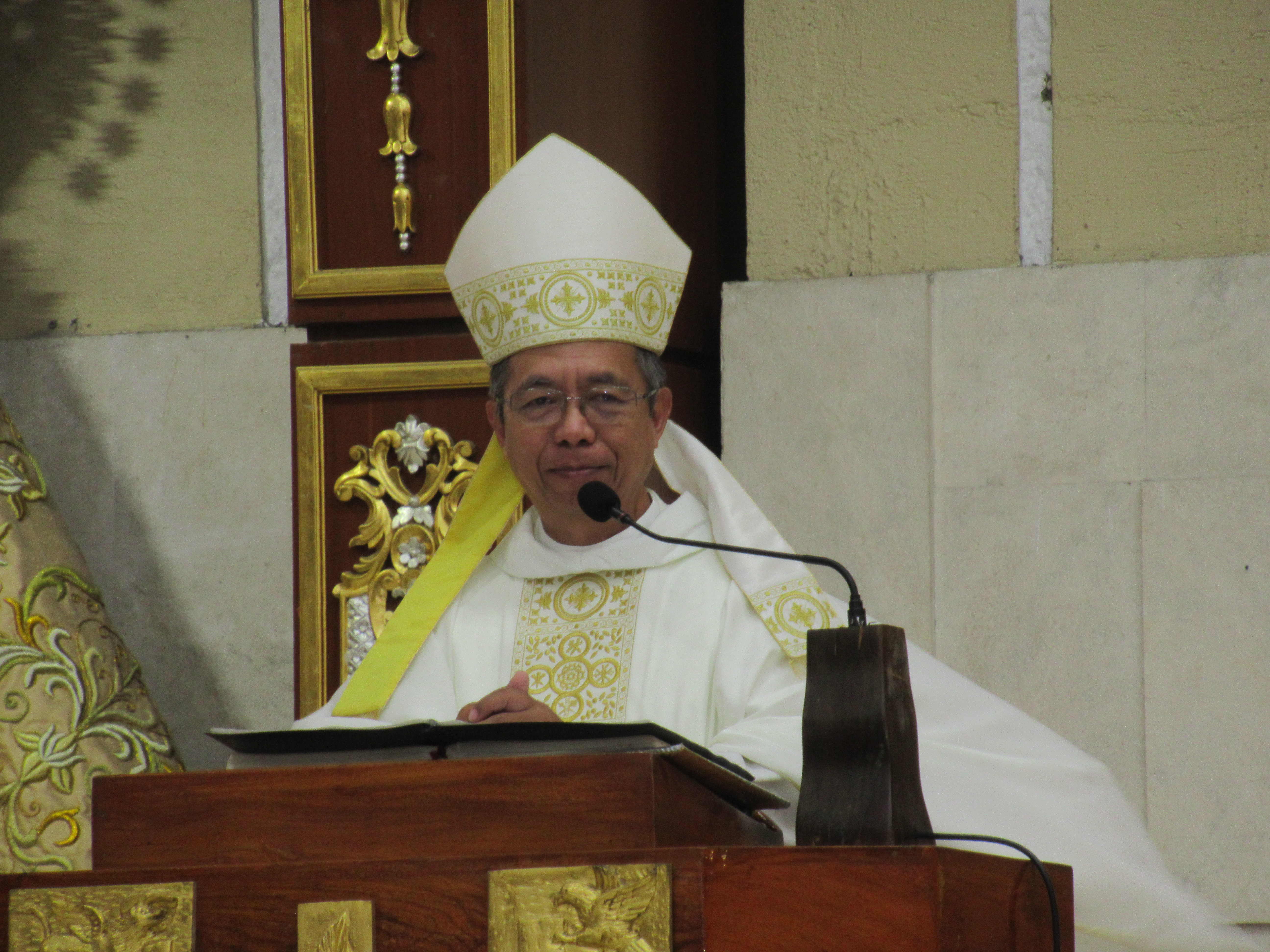
Bartolome Gaspar Santos (2022)

## Leben
Bartolome Gaspar Santos empfing am 17. August 1992 das Sakrament der Priesterweihe für das Bistum Malolos.
Am 17. Februar 2018 ernannte ihn Papst Franziskus zum Bischof von Iba. Der Erzbischof von Manila, Luis Antonio Kardinal Tagle, spendete ihm am 30. April desselben Jahres in der Kathedrale von Malolos die Bischofsweihe. Mitkonsekratoren waren der Erzbischof von San Fernando, Florentino Galang Lavarias, und der Bischof von Malolos, José Francisco Oliveros. Die Amtseinführung im Bistum Iba fand am 25. Mai 2018 statt.